# Hänsch
Hänsch ali Haensch je priimek več znanih ljudi:
- Klaus Hänsch, nemški politik
- Louis Haensch, nemški tenisač
- Theodor Wolfgang Hänsch, nemški fizik, nobelovec